# اللغة التركية القديمة
لغة تركية قديمة هي أقدم نسخة معروفة من اللغة التركية الحالية. وجدت في النقوش الخاصة بالغوكتورك وخاقانية الأويغور التي يعود تاريخها من حوالي القرن السابع إلى القرن 13. هذه اللغة هي أقدم عضو من الفرع الجنوب الشرقي للغات التركية والذي يتمثل حاليا في لغة جغتاي واللغة الأويغورية.